# Bósa saga ok Herrauðs
Die Bósa saga ok Herrauðs oder Saga von Bósi und Herraud ist eine Vorzeitsaga, die um 1300 geschrieben wurde und in drei Handschriften aus dem 15. Jahrhundert erhalten blieb. Sie berichtet von den Abenteuern der Gefährten Herraud (altnordisch Herrauðr) und Bósi.

## Handlung

### Abstammung und erste Taten der Protagonisten
Die Geschichte beginnt mit Hring, dem König von Östergötland, von dem gesagt wird, er sei der Sohn des Königs Gauti, Sohn des Königs Odin von Schweden, und Halbbruder des Königs Gautrek des Großzügigen, der in der Gautreks saga König von Västergotland ist. Hrings Frau ist Sylgja, Tochter des Jarls Sæfara („Seefahrer“) von Småland. Sæfara hat auch zwei Söhne mit den Namen Dagfari („Tagfahrer“) und Náttfari („Nachtfahrer“), die in Diensten von König Harald stehen. In zeitlicher Hinsicht wird die Geschichte so angesiedelt, dass Hring als Zeitgenosse des Königs Harald Kriegszahn von Dänemark und Schweden erscheint.
Herraud, die Hauptfigur der Saga, ist der Sohn von Hring und dessen Frau Sylgja. Aber Hring hat auch einen Sohn mit einer Kebse, der Sjód (an. Sjóðr) heißt und ihm als Schatzmeister und Steuereintreiber dient; von dessen Namen, so die Saga, leite sich das Wort für „Geldbörse“ (sjóðr) ab. Hring bevorzugt den Sjód gegenüber dem Herraud.
Herrauds bester Freund ist Bósi, der jüngere Sohn eines ehemaligen Wikingers namens Thvari oder Bryn-Thvari (Brünnen-Thvari, an. Brynþvari), und seiner Frau Brynhild, einer ehemaligen Schildmaid sowie Tochter des Königs Agnar von Nóatún. Thvari hat Brynhild in einem vorherigen Duell teilweise verkrüppelt, weswegen sie auch unter dem Namen Bögu-Brynhild („Stunt-Brynhild“, an. Brynhildr baga) bekannt ist. Nachdem Thvari Brynhild geheiratet hat, bekommen die beiden zwei Söhne, den Smid (an. Smiðr) und Bósi. Smid erlernt von ihrer Pflegemutter Busla, einer mächtigen Zauberin, einige magische Künste. Bósi wird manchmal nach seiner Mutter „Bögu-Bósi“ genannt.
Bósi ist ein Raufbold, der geächtet wird, nachdem er einige andere in einem Ballspiel verletzt und ihnen dauerhafte körperliche Behinderungen beigebracht hat. Herraud erhält – entgegen dem Rat des Sjód – von seinem Vater Hring die Erlaubnis, mit fünf Schiffen auf Wikingfahrt zu gehen. Hierbei wird er von dem geächteten Bósi begleitet und sie heeren fünf Jahre erfolgreich. Währenddessen erzwingt Herrauds Halbbruder Sjód in Östergötland von Bósis Vater Thvari die Zahlung einer Kompensation für die Männer, die Bosi in dem Ballspiel verletzt hat. Anschließend wird Bósis Schiff alleine in das Wendland abgetrieben, wo sich Sjód auf einer Strafexpedition für König Hring befindet. Die beiden zerstreiten sich über das Geschehene und Bósi tötet den Sjód.
Daraufhin kehrt Herraud zu dem Hof seines Vaters zurück und bietet Kompensation für den Tod des Sjód an. König Hring jedoch weist alle Angebote zurück. Vater und Sohn bekämpfen sich mit Unterstützung ihres jeweiligen Gefolges. Hring gelingt es, Herraud und Bósi gefangen zu nehmen, und bereitet deren Hinrichtung vor. Aber in der Nacht erscheint Busla, Bósis Pflegemutter, mittels ihrer magischen Künste im Schlafgemach des Hring und bedroht ihn mit Verwünschungen, woraufhin der hilflose König darin einwilligt, seinen Frieden mit Herraud und Bósi zu machen und sie an Stelle der Hinrichtung auf eine gefährliche Fahrt zu schicken.

### Die Bjarmaland-Fahrt
Am folgenden Tag verbannt Hring den Bósi, bis es ihm gelänge, ein Geier-Ei mit goldener Inschrift zurückzubringen, und stellt es Herraud frei, Bósi zu folgen.
Die beiden verlassen Östergötland mit dem Ziel Bjarmaland und erleben viele Abenteuer. So kommt es etwa zu einem erotischen Aufeinandertreffen Bósis mit einer Bauerntochter, das in Form eines expliziten Rätseldialoges geschildert wird.
Den beiden Gefährten gelingt es, einen Geier zu töten, der den Tempel des Jómali in Bjarmaland bewacht, und dessen Ei zu erlangen. Sie erschlagen die Priesterin Kolfrosta, die Mutter des Königs Harek von Bjarmaland, und befreien Hleid (an. Hleiðr), die Schwester des Königs Godmund (an. Goðmundr) von Glæsisvellir, die dorthin durch Magie verbracht wurde, um sie in die neue Priesterin zu verwandeln.
Herraud verlobt sich mit Hleid und kehrt mit ihr und Bosi zurück nach Östergötland, wo sich Hring, nachdem er die Schale des Eis erhalten hat, wieder mit ihnen versöhnt.

### Weitere Abenteuer
Hiernach reisen Herraud und Bósi ab, um König Harald in der Schlacht von Bråvalla beizustehen und gehören später zu den wenigen Überlebenden.
Währenddessen verspricht König Godmund von Glæsisvellir, der nicht weiß, was mit seiner Schwester Hleid passiert ist, dem Siggeir, Sohn des Königs Harek von Bjarmaland, dass Siggeir die Hleid heiraten könne, sofern er sie finde. Siggeir und dessen Bruder Hrærek erfahren von Hleids Entführung aus Bjarmaland und der Zerstörung des Tempels des Jómali und ziehen gen Götaland. Dort attackieren sie König Hring, der ihnen wenig entgegensetzen kann, da er den Großteil seiner Männer nach Bråvalla entsendet hat. Hring stirbt im Kampf und Hleid wird entführt.
Nach ihrer Rückkehr von Bråvalla ziehen Herraud und Bósi, begleitet von Bósis Bruder Smid and Bósis Pflegemutter Busla, aus, um Hleid zurückzuholen. Sie erreichen ihr Ziel nach vielen weiteren Abenteuern (einschließlich solcher erotischen Inhalts zwischen Bósi und zwei jungen Frauen, wiederum jeweils in Form eines metaphorischen, ansonsten aber sehr direkten Dialogs geschildert). Herraud erhält Heid zurück und Bósi erhält König Hareks Tochter Edda. Smid und Busla zeigen ihre magischen Fertigkeiten. Als König Harek in Gestalt eines riesigen Ebers angreift, tritt ihm Busla entgegen; beide fallen ins Meer und werden nie mehr gesehen.

### Ausblick
Herraud wird als Nachfolger seines Vaters König von Östergötland, während Bósi, aufgrund seiner Heirat mit Edda, König von Bjarmaland wird. Aufgrund eines seiner anderen erotischen Abenteuer wird Bósi zudem der Vater von Svidi dem Kühnen, dem Vater von Vilmund dem Zerstreuten.
Herraud und Hleid werden Eltern einer Tochter, der Thora Borgarhjört (an. Þóra borgarhjörtr), die später eine Schlange in ihrem Gemach hält und nur von dem gefreit werden kann, der diese Schlange tötet. Der Schlangentöter und somit ihr Ehemann wird Ragnar Lodbrok. Die Bósa saga erklärt die Herkunft der Schlange damit, dass sie aus dem Ei geschlüpft sei, das Herraud und Bosi mitgebracht haben.

## Andere Erwähnungen der Protagonisten
Die Geschichte von Ragnar und der Schlange taucht auch in der Ragnars saga loðbrókar und im Þáttr af Ragnars sonum auf. Dort erscheint Herraud als Jarl Herrud (an. Herruðr) von Götaland. Eine Variante mit zwei Schlangen, an Stelle von einer, findet sich in den Gesta Danorum des Saxo Grammaticus, wo Herraud als Herathus, König von Schweden, auftaucht.

### Editionen
- Otto Luitpold Jiriczek (Hrsg.): Die Bósa-Saga in zwei Fassungen nebst Proben aus den Bósa-Rimur. Trübner, Straßburg 1893 (eingeschränkte Vorschau in der Google-Buchsuche).

### Übersetzungen
- „Bosi and Herraud“, in: Gautrek's Saga and other medieval tales. Übersetzt von Hermann Pálsson und Paul Edwards. London: University of London Press 1968. ISBN 0-340-09396-X.
- „Bosi and Herraud“, in: Seven Viking Romances. Übersetzt von Hermann Pálsson und Paul Edwards. Harmondsworth, England: Penguin 1985. ISBN 0-14-044474-2 (Kapitel 12, „A Wedding Feast“, ist enthalten in Talbot Mac Taggart: Weddings in the Viking Age (Memento vom 18. November 2005 im Internet Archive)).
- „Bosi and Herraud“, in: Two Viking Romances. Übersetzt von Hermann Pálsson und Paul Edwards. Harmondsworth, England: Penguin 1995. ISBN 0-14-600156-7.